# Château de Champchevrier
Le château de Champchevrier est un château de la Loire, situé sur la commune de Cléré-les-Pins à 25 kilomètres à l'ouest de Tours et à 15 kilomètres au nord de Langeais. Propriété familiale, il est ouvert au public du 15 juin au troisième week-end de septembre, week-end des Journées européennes du patrimoine.

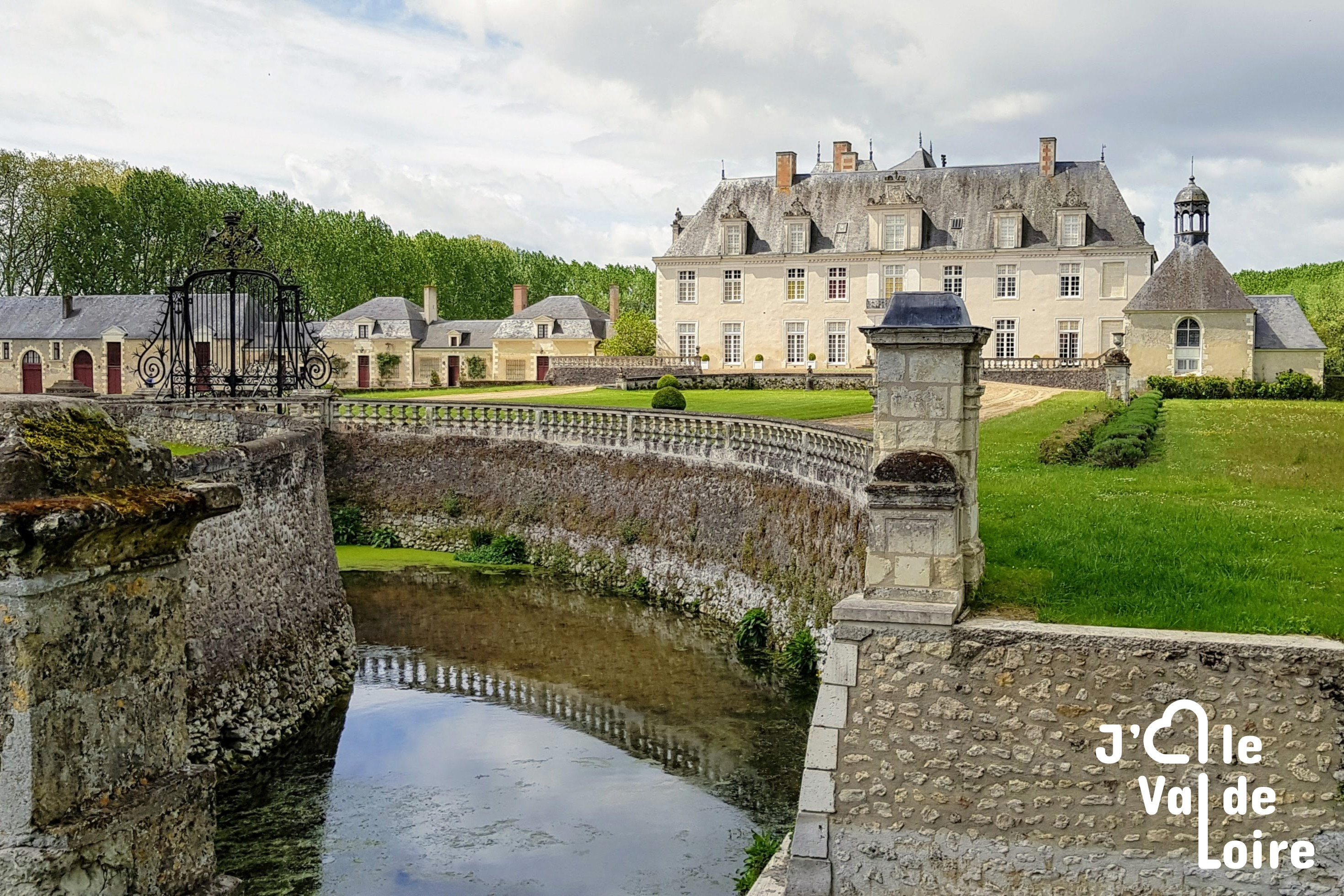
Vue du château de Champchevrier depuis l'entrée du parc.

## Histoire

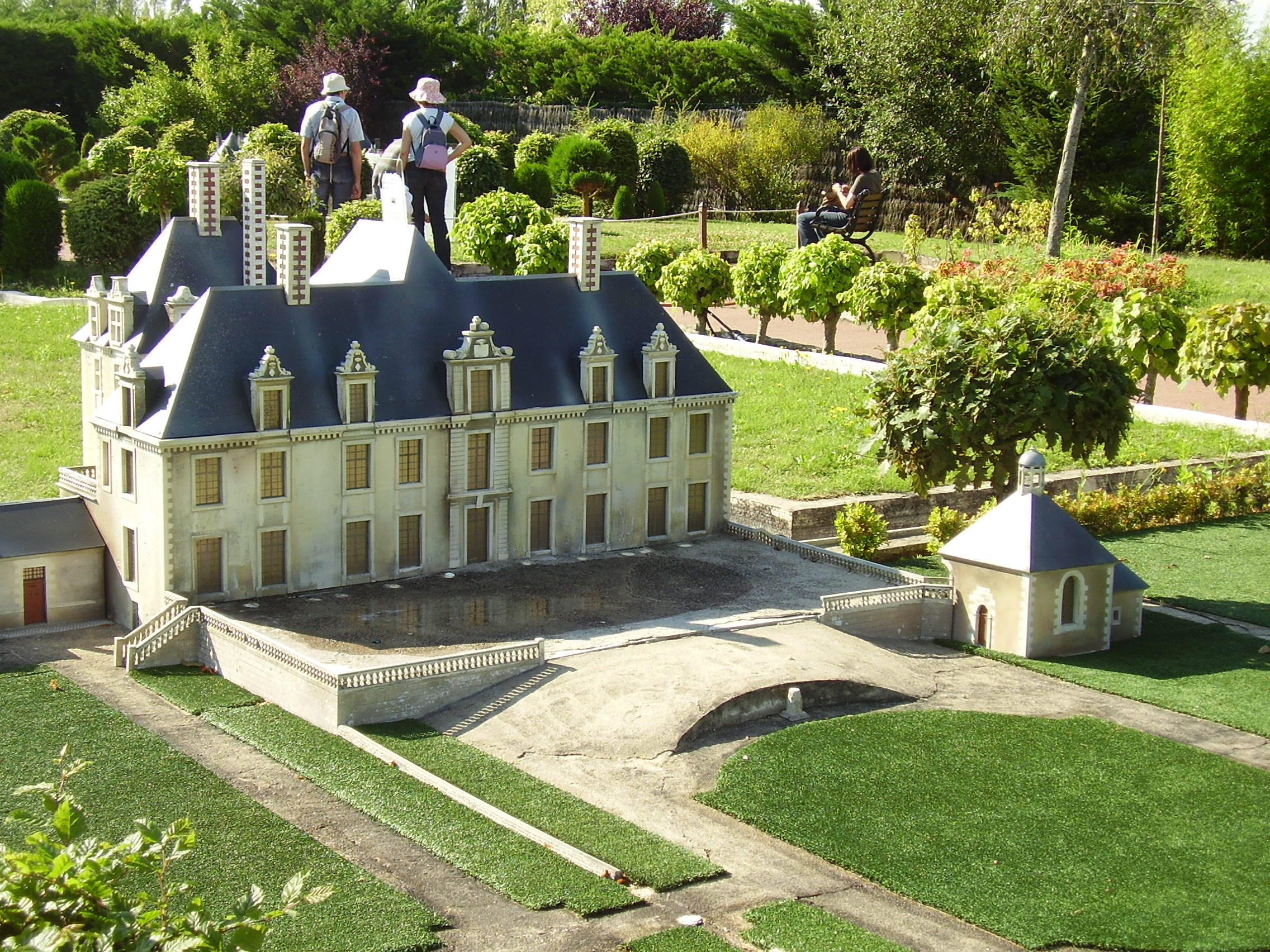
Maquette du Château de Champchevrier

Au cœur d'un site harmonieusement boisé, le château de Champchevrier est un château historique habité par la même famille depuis 1728, héritière de Jean-Baptiste Pierre Henry de la Ruë du Can, baron de Champchevrier en 1741, et qui résonne encore de son noble passé.
Au Moyen Âge, une forteresse était construite sur ce site, attestée dès 1109. Une famille seigneuriale de Champchevrier existe depuis le XIe siècle (citons Geoffroy, croisé ; Jean, croisé ; ou Josselin en 1213). La famille de Maillé (Luynes) possède Champchevrier à partir d'Hardouin V au XIIIe siècle : aussi seigneur de Rillé, il avait hérité Champchevrier de sa première femme, fille héritière de la famille de Champchevrier ; mais c'est sa seconde épouse, Jeanne de Beauçay-en-Loudunais (Baussay à Mouterre-Silly) qui assure sa postérité en étant la mère d'Hardouin VI, jusqu'à leur lointain descendant François de Maillé (vers 1493 -† entre 1518 et 1534). 
Comme pour Rillé, il y eut alors une double succession entre deux gendres de François de Maillé : 
- sa fille Françoise dame de Maillé, épouse en effet vers 1500 Gilles Ier de Laval, baron de Loué, Benais, Bressuire, d'où Gilles II de Laval-Loué ;
- alors que sa fille puînée, autre Françoise de Maillé la Jeune, dame de Rillé, se marie en 1502 avec François, fils d'Imbert de Bastarnay du Bouchage de Montrésor : ils deviennent les beaux-parents de Jean II Daillon du Lude et de Champchevrier, par leur fille Anne de Batarnay. Finalement les Daillon du Lude garderont Champchevrier jusqu'à Charlotte-Marie de Daillon, dame de Champchevrier (1635/1636-1657), fille de Timoléon de Daillon comte du Lude, femme de Gaston-Jean-Baptiste, duc de Roquelaure (1617-1683) et mère du maréchal Antoine-Gaston, duc de Roquelaure (1656-1738).

Ce dernier vend Champchevrier en 1728 à Jean-Baptiste-Pierre-Henri de La Ruë du Can (1685-1760). Conseiller, Secrétaire du Roi, Trésorier payeur des gages. Par lettre patente il reçoit le titre de baron de Champchevrier . Son fils aîné Michel Denis fut de février 1765 à mai 1766 propriétaire du Château de Langeais. Le second Pierre René prendra à la suite du frère la charge d'écuyer de main du roi.  Un arrière petit fils de Jean-Baptiste, René de La Ruë du Can baron de Champchevrier, épouse en 1807 Louise-Marie-Julie fille de Louis-Gabriel de Contades de Gizeux.
Sur ses ruines au XVIe siècle, on éleva un pavillon de style Renaissance dont on peut toujours distinguer aujourd'hui les fenêtres à meneaux caractéristiques. Louis XIII y résida quelques jours en 1619.
Plus tard, sur la façade nord-est, on lui adjoignit un bâtiment XVIIIe siècle et on construisit la terrasse.
Le château conserve encore un groupe en bronze, présent de chasse offert par les propriétaires du domaine de Villandry, les Hainguerlot, à leurs hôtes de l'époque dont ils étaient parents.
Champchevrier, placé au cœur d'un pays forestier jadis hanté par les loups, abrite le plus vieil équipage de France (1804). A travers trophées et collections, il entretient cette tradition de vénerie et conserve un chenil où près de 70 solides chiens de meute anglo-français, spécialisés dans la chasse au cerf.
Le site a été classé monument historique en 1945 puis le château a été classé avec ses communs et son parc en 1975.

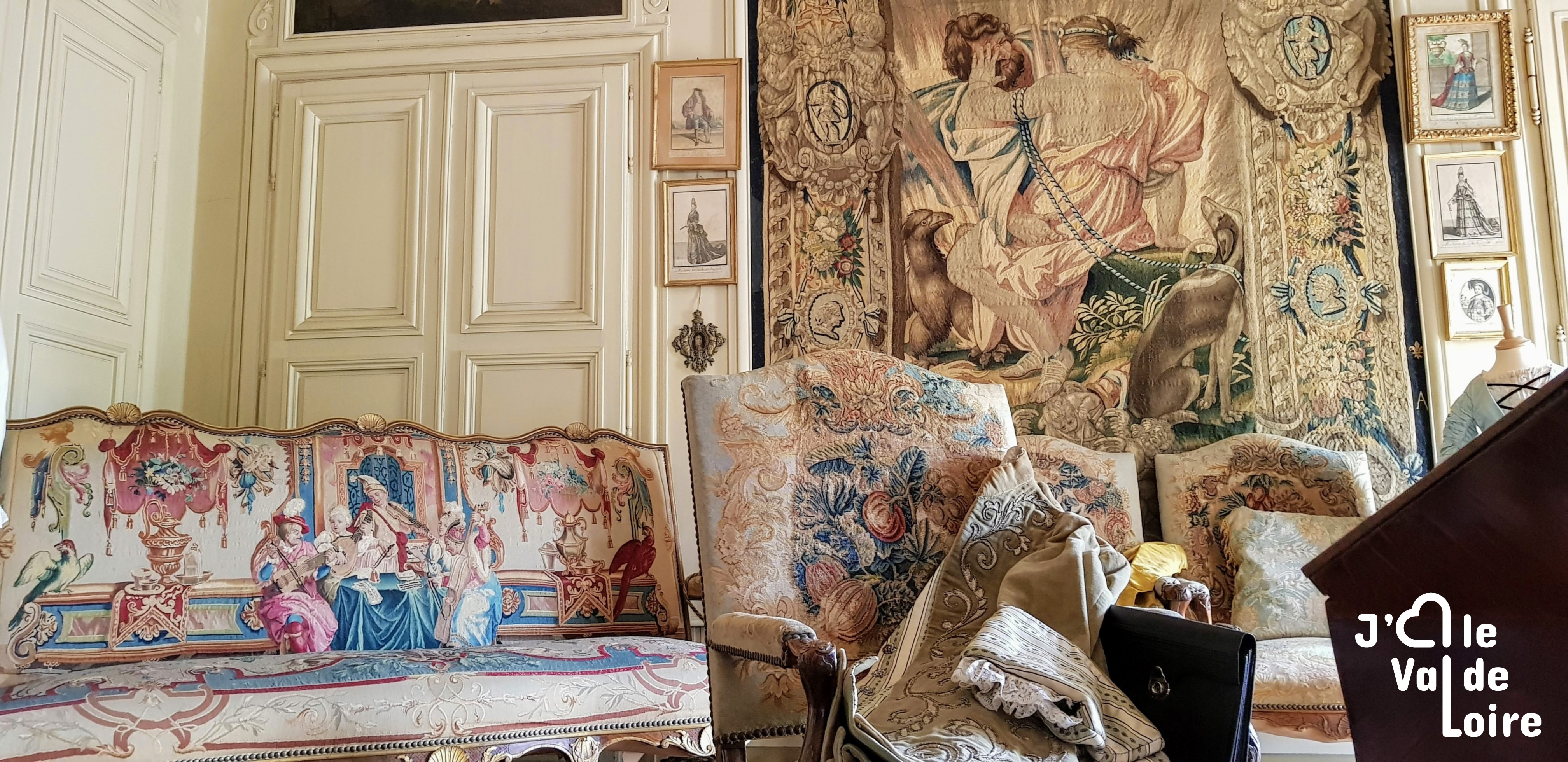
Salon - Château de Champchevrier

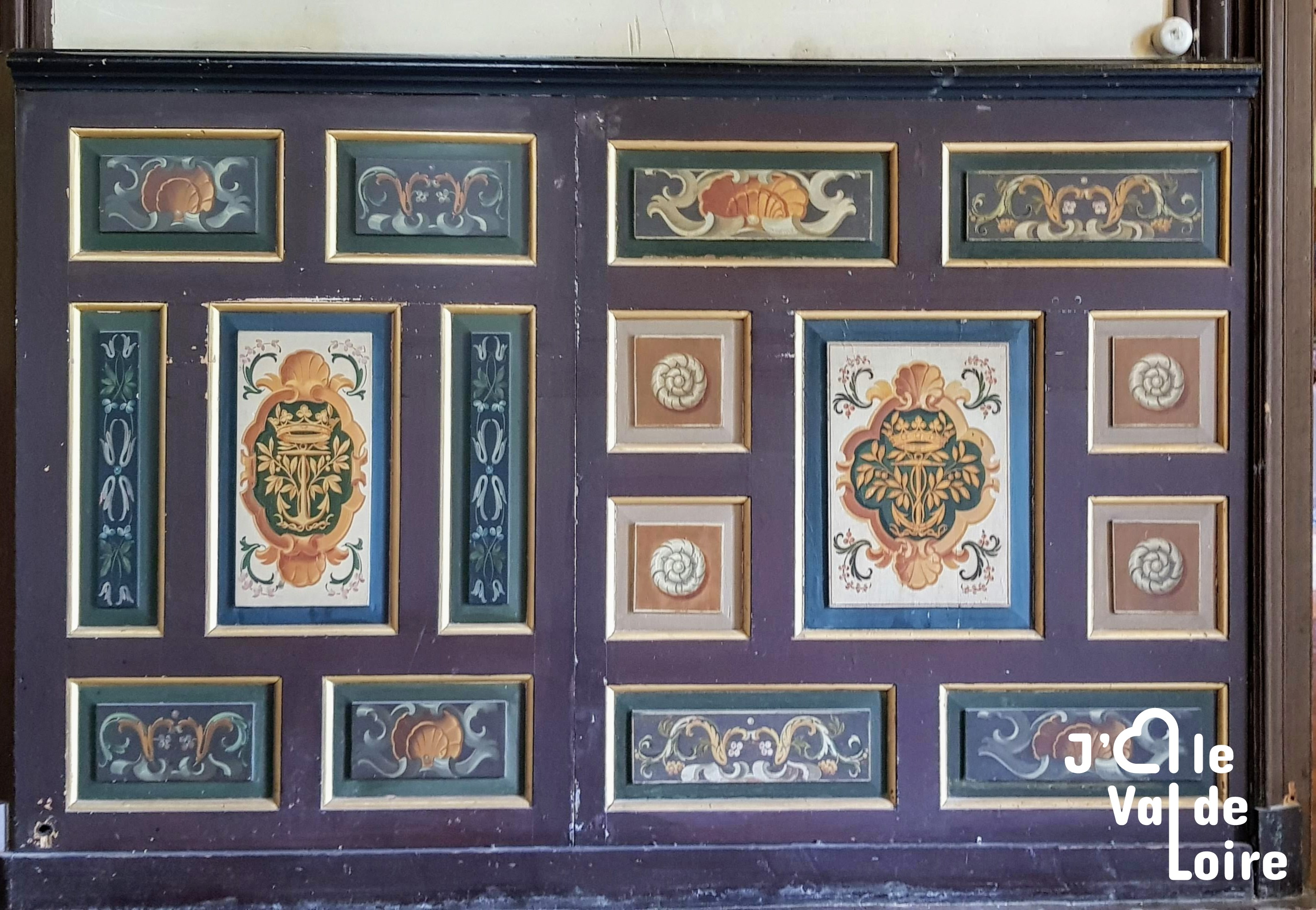
Boiseries provenant du Château de Richelieu

## Architecture et mobilier
Le château de Champchevrier est entouré de douves qui ont été creusées par le régiment du duc de Roquelaure. Le logis du XVIe siècle a été remanié à plusieurs reprises mais a conservé ses décors intérieurs et son mobilier : beaux meubles d'époque Régence, dont certains sont encore recouverts de leurs tapisseries d'origine tissées à Beauvais, aux couleurs bien conservées. Les boiseries du grand escalier, à caisson polychromes, proviennent du château de Richelieu, démoli en 1805. Des pièces de service, comme la lingerie ou la cuisine, apporte un éclairage intéressant sur la vie de tous les jours dans une grande demeure familiale. La suite de tapisseries dites des Amours des dieux,fut exécutée d'après les cartons de Simon Vouet par la manufacture royale d'Amiens.
Une chapelle, un pigeonnier plus anciens et des bâtiments du XVIIIe siècle forment les communs.

## Parc et jardins
Une grande terrasse bordée de balustrades datant du XVIIIe siècle borde la façade principale. Les jardins de la cour d'entrée, le parc et le canal qui le traverse sont classés monument historique avec le château et les communs par l'arrêté du 11 juillet 1975

## Témoignage
« Nous avons passé une heure à Champchevrier chez les meilleures gens du monde, dans un  grand et vieux château à larges fossés et à grandes avenues, dans un pays de bois et de chasse. De vieilles tapisseries, des bois de cerfs et des cors de chasse suspendus aux murailles composent le principal ornement de ce noble, mais peu élégant manoir. Il est habité par une famille simple, honorable, estimée, qui y vit avec abondance, mais sans aucune recherche, chassant et défrichant toute l'année. A certaines époques, quarante ou cinquante familles du pays s'y réunissent et s'y amusent. Tout cet établissement mériterait le pinceau de Walter Scott (...). »

— Duchesse de Dino, château de Rochecotte, 6 décembre 1836, dans Chronique de 1836 à 1862, Plon, 1909, p. 198.